# HD 72108
HD 72108 är en multipelstjärna belägen i den mellersta delen av stjärnbilden Seglet och som också har Bayer-beteckningen A Velorum. Den har en kombinerad skenbar magnitud av ca 5,33 och är svagt synlig för blotta ögat där ljusföroreningar ej förekommer. Baserat på parallaxmätning inom Hipparcosuppdraget på ca 1,5 mas, beräknas den befinna sig på ett avstånd på ca 2 100 ljusår (ca 700 parsek) från solen. Den rör sig bort från solen med en heliocentrisk radialhastighet på ca 29 km/s.

## Egenskaper
Primärstjärnan HD 72108 Aa är en blå till vit underjättestjärna av spektralklass B2 IV. Den har en massa som är ca 6 solmassor, en radie som är ca 10 solradier och  en effektiv temperatur av 10 000 - 25 000 K.
Primärstjärnan, HD 72108 A, är en spektroskopisk dubbelstjärna vars komponenter är separerade med 0,176 bågsekunder. På ett avstånd av 4 bågsekunder ligger den tredje komponenten, HD 72108 B, av magnitud 7,7. En tredje följeslagare, HD 72108 C, har en skenbar magnitud av +9,3 och är separerad med 19 bågsekunder från primärstjärnan.